# Экспрессионистская драма
Экспрессионистская драма — вид драмы.
Экспрессионизм — стиль беспокойства, стиль потерянного равновесия, стиль осознанного банкротства лозунгов империалистической войны и страха её последствий — революции.
Это анархический стиль «взбесившегося от ужасов капитализма мелкого буржуа», разочаровавшегося во всём и ищущего спасения в какой-то изнанке вещей и явлений, в какой-то углублённой духовности, которая должна сменить «грубый материализм» науки и искусства.
Один из теоретиков экспрессионизма, Макс Крелль, определяет его как «борьбу против самодовлеющей материи, против господства реальных фактов, против физики будней». «Должна быть, — говорит он, — протянута нить от сердца человека к космосу». "Факты, — читаем у другого немецкого экспрессиониста, Казимира Эдшмидта, — имеют значение лишь постольку, поскольку рука художника улавливает через них то, что за ними кроется.
Гаузенштейн в этом смысле определяет доэкспрессионистское искусство как предметное или относительно-предметное, а экспрессионистское — как непредметное или противопредметное.
Экспрессионистская драма обращается не к целостному комплексу чувств, не к единству изображаемого действия, а деформирует эти процессы как во внешнем изображении, в словесном рисунке, так и в психологической сущности их. Она ищет какого-то водоворота страстей, какой-то космической глубины их и выражает это в примитиве почти детского рисунка, как бы обнажая биологические корни человеческих переживаний, или в стремительной атаке на все задерживающие центры традиционной логики натурализма.
Экспрессионизм продолжал в значительной мере формальные традиции импрессионизма и символизма, пытаясь применить их к новым условиям, придать им этический характер. Пока ещё свежи были впечатления империалистической войны и революции, экспрессионизм как характерное для психоидеологии мелкой буржуазии направление в искусстве был проникнут пафосом нравственного преображения жизни и этой задаче подчинял художественное творчество. Но с началом стабилизации эти тенденции быстро пошли на убыль, и экспрессионизм обнаружил своё эпигонство как литературно-художественное направление.
Эволюция экспрессионизма ярко отразилась в его драме. Одно из крупнейших произведений экспрессионистской драмы — «магическая трилогия» Верфеля «Человек из зеркала» (Spiegelmensch) — проникнуто покаянными настроениями, стремлением к духовному очищению. Автор написал её под сильным влиянием Достоевского, как и Толстого, вернее толстовства, вообще чрезвычайно близкого экспрессионизму. Воплощая столь типичное для мелкобуржуазного художника противоречие своих стремлений с действительностью, Верфель прибегает к столь же типичному для художника этой социальной группы мотиву двойничества, который получает оформление в ряде сценических образов, запечатлевающих процесс духовного развития героя трилогии — Тамала — и соответствующей трансформации его двойника — «человека из зеркала».
Верфель делает здесь попытку использовать некоторые приёмы итальянской commedia dell’arte, в частности пытается обновить приёмы К. Гоцци, поэта нисходящей итальянской аристократии, выразившего настроения деградирующей Венеции. Тот же мотив двойничества, распада — в другой драме Верфеля — «Швейгер». Но в этом произведении, как и в его последующих пьесах — «Хуарец и Максимилиан» (1925) и «Павел у иудеев» — сказывается уже некоторое примирение с действительностью, характерное для промежуточных социальных групп стабилизирующейся Германии. Оно выражается пока, правда, больше в приближении к жизни, чем в явном её приятии (в конкретности письма, в психологизме, даже в бытовизме).
Ещё заметнее эта эволюция — от экзальтированного, даже истерического протеста против буржуазного мира к подчинению ему — в творчестве другого выдающегося драматурга экспрессионизма — В. Газенклевера. Его драма «Der Retter» (Спаситель) и трагедия «Антигона» — яркое выражение антимилитаристских тенденций мелкой буржуазии в ряде схематизированных образов.
Идея нравственного подвига, жертвы, спасающей мир, выражена Газенклевером после «Антигоны» в уже кинофицированной драме «Die Menschen» (Люди). Но с комедией «Die Entscheidung» (Решение) начинается уже отход Газенклевера от радикализма. За этим отрицанием революции следует его «Jenseits» (Потустороннее), где автор возвращается на старые позиции символизма — к идеологии и приёмам Метерлинка. Дальнейшее поправение выразилось в пьесах «Убийство» (1926) и «Деловой человек» (1927) с их явным приятием буржуазной действительности.
На экспрессионистской драматургии сильно сказалось влияние кино (дробление сцен). Схематизм образов, унаследованный от символизма, сочетается с синтаксически упрощённым диалогом, с краткостью реплик. Всё это должно создавать впечатление крайнего динамизма, к которому стремится экспрессионизм. Этой же цели служит и его театральная техника (движущиеся декорации, эффекты освещения).
Драма экспрессионистов не развёртывается как единое целое, а распадается на ряд слабо связанных действий, вернее тенденций к действию. В период своего расцвета, до стабилизации, экспрессионизм решительно отвергал все традиции реалистической и натуралистической драмы и сцены: иллюзию действительности, правильную психологическую мотивировку и т. п. Резко упрощённые противопоставления духовного — материальному, человека — абсолюту, стремление к предельной обобщённости заставляли экспрессионистов пренебрегать всем конкретным, отождествлять его со случайным. Патетическая декламация, символический жест, крайняя стилизация являлись следствием такой установки. На этих позициях экспрессионистская драма могла удержаться лишь до наступления стабилизации (см. «Экспрессионизм»).
Кроме указанных, видными представителями экспрессионистской драматургии являются: Г. Кайзер (которому принадлежит явно толстовская пьеса «Газ»), Ф. фон Унру (автор антимилитаристского экстатичного сценария «Geschlecht»), Р. Геринг (драма «Морская битва»), Э. Толлер, П. Корнфельд, Г. Эйленберг и др.